# Albo d'oro dei Campionati mondiali di sci nordico - Sci di fondo
L'albo d'oro dei Campionati mondiali di sci nordico, relativamente allo sci di fondo, elenca tutti gli atleti e le squadre vincitori di medaglie nelle rassegne iridate, che si svolgono dal 1924 a cadenza variabile. Dal 1924 al 1984 i Campionati mondiali hanno coinciso, in tutto o in parte, con le gare di sci nordico ai Giochi olimpici invernali e nello sci di fondo le medaglie olimpiche generalmente avevano anche valenza iridata.
Nel corso del tempo il numero delle gare iridate di sci di fondo è progressivamente aumentato e dalle due prove disputate a Chamonix 1924 si è giunti alle dodici di Lahti 2001. La specialità prevede competizioni olimpiche e iridate femminili a partire da Oslo 1952. A partire da Oslo 1982 alcune gare sono state corse a tecnica libera anziché nella tradizionale tecnica classica.

## Formule di gara

### Gare individuali maschili
Una delle formule di gara più antiche si è disputata sulla distanza di 18 km fino a Oslo 1952, per passare a 15 km da Falun 1954. L'altra formula di gara più antica, la "gran fondo", si è sempre disputata sulla distanza di 50 km. Apparsa a Lahti 1926 e introdotta stabilmente a Falun 1954, la 30 km si è disputata fino a Val di Fiemme 2003. A Val di Fiemme 1991 fu introdotta una nuova gara su una distanza più breve (10 km a tecnica classica), inizialmente in sostituzione della tradizionale 15 km. A Lahti 2001 fu sostituita dalla "sprint" su distanza ancora più breve. La gara a inseguimento debuttò a Falun 1993 (denominata skiathlon dal 2013).

### Gare individuali femminili
La 10 km fu introdotta a Oslo 1952. La gara sulla distanza di 20 km debuttò a Lahti 1978; a Lahti 1989 la distanza fu portata a 15 km e si disputò per l'ultima volta a Val di Fiemme 2003. La 30 km fu introdotta a Lahti 1989. A Zakopane 1962 fu introdotta una nuova gara su una distanza più breve, 5 km, e fu disputata (solo nel 1982 a fu tecnica libera) fino a Ramsau 1999. A Lahti 2001 fu sostituita dalla sprint. La gara a inseguimento debuttò a Falun 1993 (denominata skiathlon dal 2013).

### Gare a squadre
Introdotta per gli uomini a Innsbruck 1933, la staffetta ha sempre mantenuto la formula 4x10 km. La staffetta femminile debuttò a Falun 1954. La sprint a squadre fu introdotta a Oberstdorf 2005.

## Albo d'oro

### Gare individuali maschili
| Edizione | Località                | 18 km 15 km 10 km | 18 km 15 km 10 km       | 30 km         | 30 km              | 50 km | 50 km                  | 10 km Sprint  | 10 km Sprint           | Inseguimento Skiathlon | Inseguimento Skiathlon        |
| -------- | ----------------------- | ----------------- | ----------------------- | ------------- | ------------------ | ----- | ---------------------- | ------------- | ---------------------- | ---------------------- | ----------------------------- |
| 1924     | Chamonix                | 1°                | Thorleif Haug           | non disputata | non disputata      | 1°    | Thorleif Haug          | non disputata | non disputata          | non disputata          | non disputata                 |
| 1924     | Chamonix                | 2°                | Johan Grøttumsbråten    | non disputata | non disputata      | 2°    | Thoralf Strømstad      | non disputata | non disputata          | non disputata          | non disputata                 |
| 1924     | Chamonix                | 3°                | Tapani Niku             | non disputata | non disputata      | 3°    | Johan Grøttumsbråten   | non disputata | non disputata          | non disputata          | non disputata                 |
| 1925     | Johannisbad             | 1°                | Otokar Německý          | non disputata | non disputata      | 1°    | František Donth        | non disputata | non disputata          | non disputata          | non disputata                 |
| 1925     | Johannisbad             | 2°                | František Donth         | non disputata | non disputata      | 2°    | František Häckel       | non disputata | non disputata          | non disputata          | non disputata                 |
| 1925     | Johannisbad             | 3°                | Josef Erleback          | non disputata | non disputata      | 3°    | Antonín Ettrich        | non disputata | non disputata          | non disputata          | non disputata                 |
| 1926     | Lahti                   | non disputata     | non disputata           | 1°            | Matti Raivio       | 1°    | Matti Raivio           | non disputata | non disputata          | non disputata          | non disputata                 |
| 1926     | Lahti                   | non disputata     | non disputata           | 2°            | Tauno Lappalainen  | 2°    | Tauno Lappalainen      | non disputata | non disputata          | non disputata          | non disputata                 |
| 1926     | Lahti                   | non disputata     | non disputata           | 3°            | Veli Saarinen      | 3°    | Olav Kjelbotn          | non disputata | non disputata          | non disputata          | non disputata                 |
| 1927     | Cortina d'Ampezzo       | 1°                | John Lindgren           | non disputata | non disputata      | 1°    | John Lindgren          | non disputata | non disputata          | non disputata          | non disputata                 |
| 1927     | Cortina d'Ampezzo       | 2°                | František Donth         | non disputata | non disputata      | 2°    | John Wikström          | non disputata | non disputata          | non disputata          | non disputata                 |
| 1927     | Cortina d'Ampezzo       | 3°                | Viktor Schneider        | non disputata | non disputata      | 3°    | František Donth        | non disputata | non disputata          | non disputata          | non disputata                 |
| 1928     | Sankt Moritz            | 1°                | Johan Grøttumsbråten    | non disputata | non disputata      | 1°    | Per-Erik Hedlund       | non disputata | non disputata          | non disputata          | non disputata                 |
| 1928     | Sankt Moritz            | 2°                | Ole Hegge               | non disputata | non disputata      | 2°    | Gustaf Jonsson         | non disputata | non disputata          | non disputata          | non disputata                 |
| 1928     | Sankt Moritz            | 3°                | Reidar Ødegaard         | non disputata | non disputata      | 3°    | Volger Andersson       | non disputata | non disputata          | non disputata          | non disputata                 |
| 1929     | Zakopane                | 1°                | Veli Saarinen           | non disputata | non disputata      | 1°    | Anselm Knuutila        | non disputata | non disputata          | non disputata          | non disputata                 |
| 1929     | Zakopane                | 2°                | Anselm Knuutila         | non disputata | non disputata      | 2°    | Veli Saarinen          | non disputata | non disputata          | non disputata          | non disputata                 |
| 1929     | Zakopane                | 3°                | Hjalmar Bergström       | non disputata | non disputata      | 3°    | Olle Hansson           | non disputata | non disputata          | non disputata          | non disputata                 |
| 1930     | Oslo                    | 1°                | Arne Rustadstuen        | non disputata | non disputata      | 1°    | Sven Utterström        | non disputata | non disputata          | non disputata          | non disputata                 |
| 1930     | Oslo                    | 2°                | Trygve Brodahl          | non disputata | non disputata      | 2°    | Arne Rustadstuen       | non disputata | non disputata          | non disputata          | non disputata                 |
| 1930     | Oslo                    | 3°                | Tauno Lappalainen       | non disputata | non disputata      | 3°    | Adiel Paananen         | non disputata | non disputata          | non disputata          | non disputata                 |
| 1931     | Oberhof                 | 1°                | Johan Grøttumsbråten    | non disputata | non disputata      | 1°    | Ole Stenen             | non disputata | non disputata          | non disputata          | non disputata                 |
| 1931     | Oberhof                 | 2°                | Kristian Hovde          | non disputata | non disputata      | 2°    | Martin Peder Vangli    | non disputata | non disputata          | non disputata          | non disputata                 |
| 1931     | Oberhof                 | 3°                | Nils Svärd              | non disputata | non disputata      | 3°    | Karl Lindberg          | non disputata | non disputata          | non disputata          | non disputata                 |
| 1932     | Lake Placid             | 1°                | Sven Utterström         | non disputata | non disputata      | 1°    | Veli Saarinen          | non disputata | non disputata          | non disputata          | non disputata                 |
| 1932     | Lake Placid             | 2°                | Axel Wikström           | non disputata | non disputata      | 2°    | Väinö Liikkanen        | non disputata | non disputata          | non disputata          | non disputata                 |
| 1932     | Lake Placid             | 3°                | Veli Saarinen           | non disputata | non disputata      | 3°    | Arne Rustadstuen       | non disputata | non disputata          | non disputata          | non disputata                 |
| 1933     | Innsbruck               | 1°                | Nils-Joel Englund       | non disputata | non disputata      | 1°    | Veli Saarinen          | non disputata | non disputata          | non disputata          | non disputata                 |
| 1933     | Innsbruck               | 2°                | Hjalmar Bergström       | non disputata | non disputata      | 2°    | Sven Utterström        | non disputata | non disputata          | non disputata          | non disputata                 |
| 1933     | Innsbruck               | 3°                | Väinö Liikkanen         | non disputata | non disputata      | 3°    | Hjalmar Bergström      | non disputata | non disputata          | non disputata          | non disputata                 |
| 1934     | Sollefteå               | 1°                | Sulo Nurmela            | non disputata | non disputata      | 1°    | Elis Wiklund           | non disputata | non disputata          | non disputata          | non disputata                 |
| 1934     | Sollefteå               | 2°                | Veli Saarinen           | non disputata | non disputata      | 2°    | Nils-Joel Englund      | non disputata | non disputata          | non disputata          | non disputata                 |
| 1934     | Sollefteå               | 3°                | Martti Lappalainen      | non disputata | non disputata      | 3°    | Olavi Remes            | non disputata | non disputata          | non disputata          | non disputata                 |
| 1935     | Vysoké Tatry            | 1°                | Klaes Karppinen         | non disputata | non disputata      | 1°    | Nils-Joel Englund      | non disputata | non disputata          | non disputata          | non disputata                 |
| 1935     | Vysoké Tatry            | 2°                | Oddbjørn Hagen          | non disputata | non disputata      | 2°    | Klaes Karppinen        | non disputata | non disputata          | non disputata          | non disputata                 |
| 1935     | Vysoké Tatry            | 3°                | Olaf Hoffsbakken        | non disputata | non disputata      | 3°    | Sverre Brohdal         | non disputata | non disputata          | non disputata          | non disputata                 |
| 1936     | Garmisch- Partenkirchen | 1°                | Erik Larsson            | non disputata | non disputata      | 1°    | Elis Wiklund           | non disputata | non disputata          | non disputata          | non disputata                 |
| 1936     | Garmisch- Partenkirchen | 2°                | Oddbjørn Hagen          | non disputata | non disputata      | 2°    | Axel Wikström          | non disputata | non disputata          | non disputata          | non disputata                 |
| 1936     | Garmisch- Partenkirchen | 3°                | Pekka Niemi             | non disputata | non disputata      | 3°    | Nils-Joel Englund      | non disputata | non disputata          | non disputata          | non disputata                 |
| 1937     | Chamonix                | 1°                | Lars Bergendahl         | non disputata | non disputata      | 1°    | Pekka Niemi            | non disputata | non disputata          | non disputata          | non disputata                 |
| 1937     | Chamonix                | 2°                | Kalle Jalkanen          | non disputata | non disputata      | 2°    | Annar Ryen             | non disputata | non disputata          | non disputata          | non disputata                 |
| 1937     | Chamonix                | 3°                | Pekka Niemi             | non disputata | non disputata      | 3°    | Vincenzo Demetz        | non disputata | non disputata          | non disputata          | non disputata                 |
| 1938     | Lahti                   | 1°                | Pauli Pitkänen          | non disputata | non disputata      | 1°    | Kalle Jalkanen         | non disputata | non disputata          | non disputata          | non disputata                 |
| 1938     | Lahti                   | 2°                | Alfred Dahlqvist        | non disputata | non disputata      | 2°    | Alvar Rantalahti       | non disputata | non disputata          | non disputata          | non disputata                 |
| 1938     | Lahti                   | 3°                | Kalle Jalkanen          | non disputata | non disputata      | 3°    | Lars Bergendahl        | non disputata | non disputata          | non disputata          | non disputata                 |
| 1939     | Zakopane                | 1°                | Jussi Kurikkala         | non disputata | non disputata      | 1°    | Lars Bergendahl        | non disputata | non disputata          | non disputata          | non disputata                 |
| 1939     | Zakopane                | 2°                | Klaes Karppinen         | non disputata | non disputata      | 2°    | Klaes Karppinen        | non disputata | non disputata          | non disputata          | non disputata                 |
| 1939     | Zakopane                | 3°                | Carl Pahlin             | non disputata | non disputata      | 3°    | Oscar Gjøslien         | non disputata | non disputata          | non disputata          | non disputata                 |
| 1948     | Sankt Moritz            | 1°                | Martin Lundström        | non disputata | non disputata      | 1°    | Nils Karlsson          | non disputata | non disputata          | non disputata          | non disputata                 |
| 1948     | Sankt Moritz            | 2°                | Nils Östensson          | non disputata | non disputata      | 2°    | Harald Eriksson        | non disputata | non disputata          | non disputata          | non disputata                 |
| 1948     | Sankt Moritz            | 3°                | Gunnar Eriksson         | non disputata | non disputata      | 3°    | Benjamin Vanninen      | non disputata | non disputata          | non disputata          | non disputata                 |
| 1950     | Lake Placid             | 1°                | Karl-Erik Åström        | non disputata | non disputata      | 1°    | Gunnar Eriksson        | non disputata | non disputata          | non disputata          | non disputata                 |
| 1950     | Lake Placid             | 2°                | Enar Josefsson          | non disputata | non disputata      | 2°    | Enar Josefsson         | non disputata | non disputata          | non disputata          | non disputata                 |
| 1950     | Lake Placid             | 3°                | Arnljot Nyås            | non disputata | non disputata      | 3°    | Nils Karlsson          | non disputata | non disputata          | non disputata          | non disputata                 |
| 1952     | Oslo                    | 1°                | Hallgeir Brenden        | non disputata | non disputata      | 1°    | Veikko Hakulinen       | non disputata | non disputata          | non disputata          | non disputata                 |
| 1952     | Oslo                    | 2°                | Tapio Mäkelä            | non disputata | non disputata      | 2°    | Eero Kolehmainen       | non disputata | non disputata          | non disputata          | non disputata                 |
| 1952     | Oslo                    | 3°                | Paavo Lonkila           | non disputata | non disputata      | 3°    | Magnar Estenstad       | non disputata | non disputata          | non disputata          | non disputata                 |
| 1954     | Falun                   | 1°                | Veikko Hakulinen        | 1°            | Vladimir Kuzin     | 1°    | Vladimir Kuzin         | non disputata | non disputata          | non disputata          | non disputata                 |
| 1954     | Falun                   | 2°                | Arvo Viitanen           | 2°            | Veikko Hakulinen   | 2°    | Veikko Hakulinen       | non disputata | non disputata          | non disputata          | non disputata                 |
| 1954     | Falun                   | 3°                | August Kiuru            | 3°            | Martti Lautala     | 3°    | Arvo Viitanen          | non disputata | non disputata          | non disputata          | non disputata                 |
| 1956     | Cortina d'Ampezzo       | 1°                | Hallgeir Brenden        | 1°            | Veikko Hakulinen   | 1°    | Sixten Jernberg        | non disputata | non disputata          | non disputata          | non disputata                 |
| 1956     | Cortina d'Ampezzo       | 2°                | Sixten Jernberg         | 2°            | Sixten Jernberg    | 2°    | Veikko Hakulinen       | non disputata | non disputata          | non disputata          | non disputata                 |
| 1956     | Cortina d'Ampezzo       | 3°                | Pavel Kolčin            | 3°            | Pavel Kolčin       | 3°    | Fëdor Terent'ev        | non disputata | non disputata          | non disputata          | non disputata                 |
| 1958     | Lahti                   | 1°                | Veikko Hakulinen        | 1°            | Kalevi Hämäläinen  | 1°    | Sixten Jernberg        | non disputata | non disputata          | non disputata          | non disputata                 |
| 1958     | Lahti                   | 2°                | Pavel Kolčin            | 2°            | Pavel Kolčin       | 2°    | Veikko Hakulinen       | non disputata | non disputata          | non disputata          | non disputata                 |
| 1958     | Lahti                   | 3°                | Anatolij Šeljuchin      | 3°            | Sixten Jernberg    | 3°    | Arvo Viitanen          | non disputata | non disputata          | non disputata          | non disputata                 |
| 1960     | Squaw Valley            | 1°                | Håkon Brusveen          | 1°            | Sixten Jernberg    | 1°    | Kalevi Hämäläinen      | non disputata | non disputata          | non disputata          | non disputata                 |
| 1960     | Squaw Valley            | 2°                | Sixten Jernberg         | 2°            | Rolf Rämgård       | 2°    | Veikko Hakulinen       | non disputata | non disputata          | non disputata          | non disputata                 |
| 1960     | Squaw Valley            | 3°                | Veikko Hakulinen        | 3°            | Nikolaj Anikin     | 3°    | Rolf Rämgård           | non disputata | non disputata          | non disputata          | non disputata                 |
| 1962     | Zakopane                | 1°                | Assar Rönnlund          | 1°            | Eero Mäntyranta    | 1°    | Sixten Jernberg        | non disputata | non disputata          | non disputata          | non disputata                 |
| 1962     | Zakopane                | 2°                | Harald Grønningen       | 2°            | Janne Stefansson   | 2°    | Assar Rönnlund         | non disputata | non disputata          | non disputata          | non disputata                 |
| 1962     | Zakopane                | 3°                | Einar Østby             | 3°            | Giulio De Florian  | 3°    | Kalevi Hämäläinen      | non disputata | non disputata          | non disputata          | non disputata                 |
| 1964     | Innsbruck               | 1°                | Eero Mäntyranta         | 1°            | Eero Mäntyranta    | 1°    | Sixten Jernberg        | non disputata | non disputata          | non disputata          | non disputata                 |
| 1964     | Innsbruck               | 2°                | Harald Grønningen       | 2°            | Harald Grønningen  | 2°    | Assar Rönnlund         | non disputata | non disputata          | non disputata          | non disputata                 |
| 1964     | Innsbruck               | 3°                | Sixten Jernberg         | 3°            | Igor' Vorončichin  | 3°    | Arto Tiainen           | non disputata | non disputata          | non disputata          | non disputata                 |
| 1966     | Oslo                    | 1°                | Gjermund Eggen          | 1°            | Eero Mäntyranta    | 1°    | Gjermund Eggen         | non disputata | non disputata          | non disputata          | non disputata                 |
| 1966     | Oslo                    | 2°                | Ole Ellefsæter          | 2°            | Kalevi Laurila     | 2°    | Arto Tiainen           | non disputata | non disputata          | non disputata          | non disputata                 |
| 1966     | Oslo                    | 3°                | Odd Martinsen           | 3°            | Walter Demel       | 3°    | Eero Mäntyränta        | non disputata | non disputata          | non disputata          | non disputata                 |
| 1968     | Grenoble                | 1°                | Harald Grønningen       | 1°            | Franco Nones       | 1°    | Ole Ellefsæter         | non disputata | non disputata          | non disputata          | non disputata                 |
| 1968     | Grenoble                | 2°                | Eero Mäntyranta         | 2°            | Odd Martinsen      | 2°    | Vjačeslav Vedenin      | non disputata | non disputata          | non disputata          | non disputata                 |
| 1968     | Grenoble                | 3°                | Gunnar Larsson          | 3°            | Eero Mäntyranta    | 3°    | Josef Haas             | non disputata | non disputata          | non disputata          | non disputata                 |
| 1970     | Vysoké Tatry            | 1°                | Lars-Göran Åslund       | 1°            | Vjačeslav Vedenin  | 1°    | Kalevi Oikarainen      | non disputata | non disputata          | non disputata          | non disputata                 |
| 1970     | Vysoké Tatry            | 2°                | Odd Martinsen           | 2°            | Gerhard Grimmer    | 2°    | Vjačeslav Vedenin      | non disputata | non disputata          | non disputata          | non disputata                 |
| 1970     | Vysoké Tatry            | 3°                | Fëdor Simašëv           | 3°            | Odd Martinsen      | 3°    | Gerhard Grimmer        | non disputata | non disputata          | non disputata          | non disputata                 |
| 1972     | Sapporo                 | 1°                | Sven-Åke Lundbäck       | 1°            | Vjačeslav Vedenin  | 1°    | Pål Tyldum             | non disputata | non disputata          | non disputata          | non disputata                 |
| 1972     | Sapporo                 | 2°                | Fëdor Simašëv           | 2°            | Pål Tyldum         | 2°    | Magne Myrmo            | non disputata | non disputata          | non disputata          | non disputata                 |
| 1972     | Sapporo                 | 3°                | Ivar Formo              | 3°            | Johannes Harviken  | 3°    | Vjačeslav Vedenin      | non disputata | non disputata          | non disputata          | non disputata                 |
| 1974     | Falun                   | 1°                | Magne Myrmo             | 1°            | Thomas Magnusson   | 1°    | Gerhard Grimmer        | non disputata | non disputata          | non disputata          | non disputata                 |
| 1974     | Falun                   | 2°                | Gerhard Grimmer         | 2°            | Juha Mieto         | 2°    | Stanislav Henych       | non disputata | non disputata          | non disputata          | non disputata                 |
| 1974     | Falun                   | 3°                | Vasilij Ročev           | 3°            | Jan Staszel        | 3°    | Thomas Magnusson       | non disputata | non disputata          | non disputata          | non disputata                 |
| 1976     | Innsbruck               | 1°                | Nikolaj Bažukov         | 1°            | Sergej Savel'ev    | 1°    | Ivar Formo             | non disputata | non disputata          | non disputata          | non disputata                 |
| 1976     | Innsbruck               | 2°                | Evgenij Beljaev         | 2°            | Bill Koch          | 2°    | Gert-Dietmar Klause    | non disputata | non disputata          | non disputata          | non disputata                 |
| 1976     | Innsbruck               | 3°                | Arto Koivisto           | 3°            | Ivan Garanin       | 3°    | Benny Södergren        | non disputata | non disputata          | non disputata          | non disputata                 |
| 1978     | Lahti                   | 1°                | Józef Łuszczek          | 1°            | Sergej Savel'ev    | 1°    | Sven-Åke Lundbäck      | non disputata | non disputata          | non disputata          | non disputata                 |
| 1978     | Lahti                   | 2°                | Evgenij Beljaev         | 2°            | Nikolaj Zimjatov   | 2°    | Evgenij Beljaev        | non disputata | non disputata          | non disputata          | non disputata                 |
| 1978     | Lahti                   | 3°                | Juha Mieto              | 3°            | Józef Łuszczek     | 3°    | Jean-Paul Pierrat      | non disputata | non disputata          | non disputata          | non disputata                 |
| 1980     | Lake Placid Falun       | 1°                | Thomas Wassberg         | 1°            | Nikolaj Zimjatov   | 1°    | Nikolaj Zimjatov       | non disputata | non disputata          | non disputata          | non disputata                 |
| 1980     | Lake Placid Falun       | 2°                | Juha Mieto              | 2°            | Vasilij Ročev      | 2°    | Juha Mieto             | non disputata | non disputata          | non disputata          | non disputata                 |
| 1980     | Lake Placid Falun       | 3°                | Ove Aunli               | 3°            | Ivan Lebanov       | 3°    | Aleksandr Zav'jalov    | non disputata | non disputata          | non disputata          | non disputata                 |
| 1982     | Oslo                    | 1°                | Oddvar Brå              | 1°            | Thomas Eriksson    | 1°    | Thomas Wassberg        | non disputata | non disputata          | non disputata          | non disputata                 |
| 1982     | Oslo                    | 2°                | Aleksandr Zav'jalov     | 2°            | Lars Erik Eriksen  | 2°    | Jurij Burlakov         | non disputata | non disputata          | non disputata          | non disputata                 |
| 1982     | Oslo                    | 3°                | Harri Kirvesniemi       | 3°            | Bill Koch          | 3°    | Lars Erik Eriksen      | non disputata | non disputata          | non disputata          | non disputata                 |
| 1985     | Seefeld in Tirol        | 1°                | Kari Härkönen           | 1°            | Gunde Svan         | 1°    | Gunde Svan             | non disputata | non disputata          | non disputata          | non disputata                 |
| 1985     | Seefeld in Tirol        | 2°                | Thomas Wassberg         | 2°            | Ove Aunli          | 2°    | Maurilio De Zolt       | non disputata | non disputata          | non disputata          | non disputata                 |
| 1985     | Seefeld in Tirol        | 3°                | Maurilio De Zolt        | 3°            | Harri Kirvesniemi  | 3°    | Ove Aunli              | non disputata | non disputata          | non disputata          | non disputata                 |
| 1987     | Oberstdorf              | 1°                | Marco Albarello         | 1°            | Thomas Wassberg    | 1°    | Maurilio De Zolt       | non disputata | non disputata          | non disputata          | non disputata                 |
| 1987     | Oberstdorf              | 2°                | Thomas Wassberg         | 2°            | Aki Karvonen       | 2°    | Thomas Wassberg        | non disputata | non disputata          | non disputata          | non disputata                 |
| 1987     | Oberstdorf              | 3°                | Michail Devjat'jarov    | 3°            | Christer Majbäck   | 3°    | Torgny Mogren          | non disputata | non disputata          | non disputata          | non disputata                 |
| 1989     | Lahti                   | 1° tc             | Harri Kirvesniemi       | 1°            | Vladimir Smirnov   | 1°    | Gunde Svan             | non disputata | non disputata          | non disputata          | non disputata                 |
| 1989     | Lahti                   | 2° tc             | Pål Gunnar Mikkelsplass | 1°            | Vladimir Smirnov   | 1°    | Gunde Svan             | non disputata | non disputata          | non disputata          | non disputata                 |
| 1989     | Lahti                   | 3° tc             | Vegard Ulvang           | 2°            | Vegard Ulvang      | 2°    | Torgny Mogren          | non disputata | non disputata          | non disputata          | non disputata                 |
| 1989     | Lahti                   | 1° tl             | Gunde Svan              | 2°            | Vegard Ulvang      | 2°    | Torgny Mogren          | non disputata | non disputata          | non disputata          | non disputata                 |
| 1989     | Lahti                   | 2° tl             | Torgny Mogren           | 3°            | Christer Majbäck   | 3°    | Aleksej Prokurorov     | non disputata | non disputata          | non disputata          | non disputata                 |
| 1989     | Lahti                   | 3° tl             | Lars Håland             | 3°            | Christer Majbäck   | 3°    | Aleksej Prokurorov     | non disputata | non disputata          | non disputata          | non disputata                 |
| 1991     | Val di Fiemme           | 1°                | Bjørn Dæhlie            | 1°            | Gunde Svan         | 1°    | Torgny Mogren          | 1°            | Terje Langli           | non disputata          | non disputata                 |
| 1991     | Val di Fiemme           | 2°                | Gunde Svan              | 2°            | Vladimir Smirnov   | 2°    | Gunde Svan             | 2°            | Christer Majbäck       | non disputata          | non disputata                 |
| 1991     | Val di Fiemme           | 3°                | Vladimir Smirnov        | 3°            | Vegard Ulvang      | 3°    | Maurilio De Zolt       | 3°            | Torgny Mogren          | non disputata          | non disputata                 |
| 1993     | Falun                   | non disputata     | non disputata           | 1°            | Bjørn Dæhlie       | 1°    | Torgny Mogren          | 1°            | Sture Sivertsen        | 1°                     | Bjørn Dæhlie Vladimir Smirnov |
| 1993     | Falun                   | non disputata     | non disputata           | 2°            | Vegard Ulvang      | 2°    | Hervé Balland          | 2°            | Vladimir Smirnov       | 1°                     | Bjørn Dæhlie Vladimir Smirnov |
| 1993     | Falun                   | non disputata     | non disputata           | 3°            | Vladimir Smirnov   | 3°    | Bjørn Dæhlie           | 3°            | Vegard Ulvang          | 3°                     | Silvio Fauner                 |
| 1995     | Thunder Bay             | non disputata     | non disputata           | 1°            | Vladimir Smirnov   | 1°    | Silvio Fauner          | 1°            | Vladimir Smirnov       | 1°                     | Vladimir Smirnov              |
| 1995     | Thunder Bay             | non disputata     | non disputata           | 2°            | Bjørn Dæhlie       | 2°    | Bjørn Dæhlie           | 2°            | Bjørn Dæhlie           | 2°                     | Silvio Fauner                 |
| 1995     | Thunder Bay             | non disputata     | non disputata           | 3°            | Aleksej Prokurorov | 3°    | Vladimir Smirnov       | 3°            | Mika Myllylä           | 3°                     | Jari Isometsä                 |
| 1997     | Trondheim               | non disputata     | non disputata           | 1°            | Aleksej Prokurorov | 1°    | Mika Myllylä           | 1°            | Bjørn Dæhlie           | 1°                     | Bjørn Dæhlie                  |
| 1997     | Trondheim               | non disputata     | non disputata           | 2°            | Bjørn Dæhlie       | 2°    | Erling Jevne           | 2°            | Aleksej Prokurorov     | 2°                     | Mika Myllylä                  |
| 1997     | Trondheim               | non disputata     | non disputata           | 3°            | Thomas Alsgaard    | 3°    | Bjørn Dæhlie           | 3°            | Mika Myllylä           | 3°                     | Aleksej Prokurorov            |
| 1999     | Ramsau am Dachstein     | non disputata     | non disputata           | 1°            | Mika Myllylä       | 1°    | Mika Myllylä           | 1°            | Mika Myllylä           | 1°                     | Thomas Alsgaard               |
| 1999     | Ramsau am Dachstein     | non disputata     | non disputata           | 2°            | Thomas Alsgaard    | 2°    | Andrus Veerpalu        | 2°            | Alois Stadlober        | 2°                     | Mika Myllylä                  |
| 1999     | Ramsau am Dachstein     | non disputata     | non disputata           | 3°            | Bjørn Dæhlie       | 3°    | Michail Botvinov       | 3°            | Odd-Bjørn Hjelmeset    | 3°                     | Fulvio Valbusa                |
| 2001     | Lahti                   | 1°                | Per Elofsson            | 1°            | Andrus Veerpalu    | 1°    | Johann Mühlegg         | 1°            | Tor-Arne Hetland       | 1°                     | Per Elofsson                  |
| 2001     | Lahti                   | 2°                | Mathias Fredriksson     | 2°            | Frode Estil        | 2°    | René Sommerfeldt       | 2°            | Cristian Zorzi         | 2°                     | Johann Mühlegg                |
| 2001     | Lahti                   | 3°                | Odd-Bjørn Hjelmeset     | 3°            | Michail Ivanov     | 3°    | Sergej Krjanin         | 3°            | Håvard Solbakken       | 3°                     | Vitalij Denisov               |
| 2003     | Val di Fiemme           | 1°                | Axel Teichmann          | 1°            | Thomas Alsgaard    | 1°    | Martin Koukal          | 1°            | Thobias Fredriksson    | 1°                     | Per Elofsson                  |
| 2003     | Val di Fiemme           | 2°                | Jaak Mae                | 2°            | Anders Aukland     | 2°    | Anders Södergren       | 2°            | Håvard Bjerkeli        | 2°                     | Tore Ruud Hofstad             |
| 2003     | Val di Fiemme           | 3°                | Frode Estil             | 3°            | Frode Estil        | 3°    | Jörgen Brink           | 3°            | Tor-Arne Hetland       | 3°                     | Jörgen Brink                  |
| 2005     | Oberstdorf              | 1°                | Pietro Piller Cottrer   | non disputata | non disputata      | 1°    | Frode Estil            | 1°            | Vasilij Ročev          | 1°                     | Vincent Vittoz                |
| 2005     | Oberstdorf              | 2°                | Fulvio Valbusa          | non disputata | non disputata      | 2°    | Anders Aukland         | 2°            | Tor-Arne Hetland       | 2°                     | Giorgio Di Centa              |
| 2005     | Oberstdorf              | 3°                | Tore Ruud Hofstad       | non disputata | non disputata      | 3°    | Anders Aukland         | 3°            | Thobias Fredriksson    | 3°                     | Frode Estil                   |
| 2007     | Sapporo                 | 1°                | Lars Berger             | non disputata | non disputata      | 1°    | Odd-Bjørn Hjelmeset    | 1°            | Jens Arne Svartedal    | 1°                     | Axel Teichmann                |
| 2007     | Sapporo                 | 2°                | Leanid Karnienka        | non disputata | non disputata      | 2°    | Frode Estil            | 2°            | Mats Larsson           | 2°                     | Tobias Angerer                |
| 2007     | Sapporo                 | 3°                | Tobias Angerer          | non disputata | non disputata      | 3°    | Jens Filbrich          | 3°            | Eldar Rønning          | 3°                     | Pietro Piller Cottrer         |
| 2009     | Liberec                 | 1°                | Andrus Veerpalu         | non disputata | non disputata      | 1°    | Petter Northug         | 1°            | Ola Vigen Hattestad    | 1°                     | Petter Northug                |
| 2009     | Liberec                 | 2°                | Lukáš Bauer             | non disputata | non disputata      | 2°    | Maksim Vylegžanin      | 2°            | Johan Kjølstad         | 2°                     | Anders Södergren              |
| 2009     | Liberec                 | 3°                | Matti Heikkinen         | non disputata | non disputata      | 3°    | Tobias Angerer         | 3°            | Nikolaj Morilov        | 3°                     | Giorgio Di Centa              |
| 2011     | Oslo                    | 1°                | Matti Heikkinen         | non disputata | non disputata      | 1°    | Petter Northug         | 1°            | Marcus Hellner         | 1°                     | Petter Northug                |
| 2011     | Oslo                    | 2°                | Eldar Rønning           | non disputata | non disputata      | 2°    | Maksim Vylegžanin      | 2°            | Petter Northug         | 2°                     | Maksim Vylegžanin             |
| 2011     | Oslo                    | 3°                | Martin Johnsrud Sundby  | non disputata | non disputata      | 3°    | Tord Asle Gjerdalen    | 3°            | Emil Jönsson           | 3°                     | Il'ja Černousov               |
| 2013     | Val di Fiemme           | 1°                | Petter Northug          | non disputata | non disputata      | 1°    | Johan Olsson           | 1°            | Nikita Krjukov         | 1°                     | Dario Cologna                 |
| 2013     | Val di Fiemme           | 2°                | Johan Olsson            | non disputata | non disputata      | 2°    | Dario Cologna          | 2°            | Petter Northug         | 2°                     | Martin Johnsrud Sundby        |
| 2013     | Val di Fiemme           | 3°                | Tord Asle Gjerdalen     | non disputata | non disputata      | 3°    | Aleksej Poltoranin     | 3°            | Alex Harvey            | 3°                     | Sjur Røthe                    |
| 2015     | Falun                   | 1°                | Johan Olsson            | non disputata | non disputata      | 1°    | Petter Northug         | 1°            | Petter Northug         | 1°                     | Maksim Vylegžanin             |
| 2015     | Falun                   | 2°                | Maurice Manificat       | non disputata | non disputata      | 2°    | Lukáš Bauer            | 2°            | Alex Harvey            | 2°                     | Dario Cologna                 |
| 2015     | Falun                   | 3°                | Anders Gløersen         | non disputata | non disputata      | 3°    | Johan Olsson           | 3°            | Ola Vigen Hattestad    | 3°                     | Alex Harvey                   |
| 2017     | Lahti                   | 1°                | Iivo Niskanen           | non disputata | non disputata      | 1°    | Alex Harvey            | 1°            | Federico Pellegrino    | 1°                     | Sergej Ustjugov               |
| 2017     | Lahti                   | 2°                | Martin Johnsrud Sundby  | non disputata | non disputata      | 2°    | Sergej Ustjugov        | 2°            | Sergej Ustjugov        | 2°                     | Martin Johnsrud Sundby        |
| 2017     | Lahti                   | 3°                | Niklas Dyrhaug          | non disputata | non disputata      | 3°    | Matti Heikkinen        | 3°            | Johannes Høsflot Klæbo | 3°                     | Finn Hågen Krogh              |
| 2019     | Seefeld in Tirol        | 1°                | Martin Johnsrud Sundby  | non disputata | non disputata      | 1°    | Hans Christer Holund   | 1°            | Johannes Høsflot Klæbo | 1°                     | Sjur Røthe                    |
| 2019     | Seefeld in Tirol        | 2°                | Aleksandr Bessmertnych  | non disputata | non disputata      | 2°    | Aleksandr Bol'šunov    | 2°            | Federico Pellegrino    | 2°                     | Aleksandr Bol'šunov           |
| 2019     | Seefeld in Tirol        | 3°                | Iivo Niskanen           | non disputata | non disputata      | 3°    | Sjur Røthe             | 3°            | Gleb Retivych          | 3°                     | Martin Johnsrud Sundby        |
| 2021     | Oberstdorf              | 1°                | Hans Christer Holund    | non disputata | non disputata      | 1°    | Emil Iversen           | 1°            | Johannes Høsflot Klæbo | 1°                     | Aleksandr Bol'šunov           |
| 2021     | Oberstdorf              | 2°                | Simen Hegstad Krüger    | non disputata | non disputata      | 2°    | Aleksandr Bol'šunov    | 2°            | Erik Valnes            | 2°                     | Simen Hegstad Krüger          |
| 2021     | Oberstdorf              | 3°                | Harald Østberg Amundsen | non disputata | non disputata      | 3°    | Simen Hegstad Krüger   | 3°            | Håvard Solås Taugbøl   | 3°                     | Hans Christer Holund          |
| 2023     | Planica                 | 1º                | Simen Hegstad Krüger    | non disputata | non disputata      | 1º    | Pål Golberg            | 1º            | Johannes Høsflot Klæbo | 1º                     | Simen Hegstad Krüger          |
| 2023     | Planica                 | 2º                | Harald Østberg Amundsen | non disputata | non disputata      | 2º    | Johannes Høsflot Klæbo | 2º            | Pål Golberg            | 2º                     | Johannes Høsflot Klæbo        |
| 2023     | Planica                 | 3º                | Hans Christer Holund    | non disputata | non disputata      | 3º    | William Poromaa        | 3º            | Jules Chappaz          | 3º                     | Sjur Røthe                    |

### Gare individuali femminili
| Edizione | Località            | 10 km         | 10 km                        | 15 km         | 15 km                   | 20 km 30 km 50 km | 20 km 30 km 50 km          | 5 km Sprint   | 5 km Sprint                  | Inseguimento Skiathlon | Inseguimento Skiathlon     |
| -------- | ------------------- | ------------- | ---------------------------- | ------------- | ----------------------- | ----------------- | -------------------------- | ------------- | ---------------------------- | ---------------------- | -------------------------- |
| 1952     | Oslo                | 1°            | Lydia Wideman                | non disputata | non disputata           | non disputata     | non disputata              | non disputata | non disputata                | non disputata          | non disputata              |
| 1952     | Oslo                | 2°            | Mirja Hietamies              | non disputata | non disputata           | non disputata     | non disputata              | non disputata | non disputata                | non disputata          | non disputata              |
| 1952     | Oslo                | 3°            | Siiri Rantanen               | non disputata | non disputata           | non disputata     | non disputata              | non disputata | non disputata                | non disputata          | non disputata              |
| 1954     | Falun               | 1°            | Ljubov' Kozyreva             | non disputata | non disputata           | non disputata     | non disputata              | non disputata | non disputata                | non disputata          | non disputata              |
| 1954     | Falun               | 2°            | Siiri Rantanen               | non disputata | non disputata           | non disputata     | non disputata              | non disputata | non disputata                | non disputata          | non disputata              |
| 1954     | Falun               | 3°            | Mirja Hietamies              | non disputata | non disputata           | non disputata     | non disputata              | non disputata | non disputata                | non disputata          | non disputata              |
| 1956     | Cortina d'Ampezzo   | 1°            | Ljubov' Kozyreva             | non disputata | non disputata           | non disputata     | non disputata              | non disputata | non disputata                | non disputata          | non disputata              |
| 1956     | Cortina d'Ampezzo   | 2°            | Rad'ja Erošina               | non disputata | non disputata           | non disputata     | non disputata              | non disputata | non disputata                | non disputata          | non disputata              |
| 1956     | Cortina d'Ampezzo   | 3°            | Sonja Edström                | non disputata | non disputata           | non disputata     | non disputata              | non disputata | non disputata                | non disputata          | non disputata              |
| 1958     | Lahti               | 1°            | Alevtina Kolčina             | non disputata | non disputata           | non disputata     | non disputata              | non disputata | non disputata                | non disputata          | non disputata              |
| 1958     | Lahti               | 2°            | Ljubov' Kozyreva             | non disputata | non disputata           | non disputata     | non disputata              | non disputata | non disputata                | non disputata          | non disputata              |
| 1958     | Lahti               | 3°            | Siri Rantanen                | non disputata | non disputata           | non disputata     | non disputata              | non disputata | non disputata                | non disputata          | non disputata              |
| 1960     | Squaw Valley        | 1°            | Marija Gusakova              | non disputata | non disputata           | non disputata     | non disputata              | non disputata | non disputata                | non disputata          | non disputata              |
| 1960     | Squaw Valley        | 2°            | Ljubov' Kozyreva             | non disputata | non disputata           | non disputata     | non disputata              | non disputata | non disputata                | non disputata          | non disputata              |
| 1960     | Squaw Valley        | 3°            | Rad'ja Erošina               | non disputata | non disputata           | non disputata     | non disputata              | non disputata | non disputata                | non disputata          | non disputata              |
| 1962     | Zakopane            | 1°            | Alevtina Kolčina             | non disputata | non disputata           | non disputata     | non disputata              | 1°            | Alevtina Kolčina             | non disputata          | non disputata              |
| 1962     | Zakopane            | 2°            | Marija Gusakova              | non disputata | non disputata           | non disputata     | non disputata              | 2°            | Ljubov' Kozyreva             | non disputata          | non disputata              |
| 1962     | Zakopane            | 3°            | Rad'ja Erošina               | non disputata | non disputata           | non disputata     | non disputata              | 3°            | Marija Gusakova              | non disputata          | non disputata              |
| 1964     | Innsbruck           | 1°            | Klavdija Bojarskich          | non disputata | non disputata           | non disputata     | non disputata              | 1°            | Klavdija Bojarskich          | non disputata          | non disputata              |
| 1964     | Innsbruck           | 2°            | Evdokija Mekšilo             | non disputata | non disputata           | non disputata     | non disputata              | 2°            | Mirja Lehtonen               | non disputata          | non disputata              |
| 1964     | Innsbruck           | 3°            | Marija Gusakova              | non disputata | non disputata           | non disputata     | non disputata              | 3°            | Alevtina Kolčina             | non disputata          | non disputata              |
| 1966     | Oslo                | 1°            | Klavdija Bojarskich          | non disputata | non disputata           | non disputata     | non disputata              | 1°            | Alevtina Kolčina             | non disputata          | non disputata              |
| 1966     | Oslo                | 2°            | Alevtina Kolčina             | non disputata | non disputata           | non disputata     | non disputata              | 2°            | Klavdija Bojarskich          | non disputata          | non disputata              |
| 1966     | Oslo                | 3°            | Toini Gustafsson             | non disputata | non disputata           | non disputata     | non disputata              | 3°            | Rita Ačkina                  | non disputata          | non disputata              |
| 1968     | Grenoble            | 1°            | Toini Gustafsson             | non disputata | non disputata           | non disputata     | non disputata              | 1°            | Toini Gustafsson             | non disputata          | non disputata              |
| 1968     | Grenoble            | 2°            | Berit Mørdre                 | non disputata | non disputata           | non disputata     | non disputata              | 2°            | Galina Kulakova              | non disputata          | non disputata              |
| 1968     | Grenoble            | 3°            | Inger Aufles                 | non disputata | non disputata           | non disputata     | non disputata              | 3°            | Alevtina Kolčina             | non disputata          | non disputata              |
| 1970     | Vysoké Tatry        | 1°            | Alevtina Oljunina            | non disputata | non disputata           | non disputata     | non disputata              | 1°            | Galina Kulakova              | non disputata          | non disputata              |
| 1970     | Vysoké Tatry        | 2°            | Marjatta Kajosmaa            | non disputata | non disputata           | non disputata     | non disputata              | 2°            | Galina Piljušenko            | non disputata          | non disputata              |
| 1970     | Vysoké Tatry        | 3°            | Galina Kulakova              | non disputata | non disputata           | non disputata     | non disputata              | 3°            | Nina Fëdorova                | non disputata          | non disputata              |
| 1972     | Sapporo             | 1°            | Galina Kulakova              | non disputata | non disputata           | non disputata     | non disputata              | 1°            | Galina Kulakova              | non disputata          | non disputata              |
| 1972     | Sapporo             | 2°            | Alevtina Oljunina            | non disputata | non disputata           | non disputata     | non disputata              | 2°            | Marjatta Kajosmaa            | non disputata          | non disputata              |
| 1972     | Sapporo             | 3°            | Marjatta Kajosmaa            | non disputata | non disputata           | non disputata     | non disputata              | 3°            | Helena Šikolová              | non disputata          | non disputata              |
| 1974     | Falun               | 1°            | Galina Kulakova              | non disputata | non disputata           | non disputata     | non disputata              | 1°            | Galina Kulakova              | non disputata          | non disputata              |
| 1974     | Falun               | 2°            | Barbara Petzold              | non disputata | non disputata           | non disputata     | non disputata              | 2°            | Blanka Paulů                 | non disputata          | non disputata              |
| 1974     | Falun               | 3°            | Helena Takalo                | non disputata | non disputata           | non disputata     | non disputata              | 3°            | Raisa Smetanina              | non disputata          | non disputata              |
| 1976     | Innsbruck           | 1°            | Raisa Smetanina              | non disputata | non disputata           | non disputata     | non disputata              | 1°            | Helena Takalo                | non disputata          | non disputata              |
| 1976     | Innsbruck           | 2°            | Helena Takalo                | non disputata | non disputata           | non disputata     | non disputata              | 2°            | Raisa Smetanina              | non disputata          | non disputata              |
| 1976     | Innsbruck           | 3°            | Galina Kulakova              | non disputata | non disputata           | non disputata     | non disputata              | 3°            | Nina Fëdorova                | non disputata          | non disputata              |
| 1978     | Lahti               | 1°            | Zinaida Amosova              | non disputata | non disputata           | 1°                | Zinaida Amosova            | 1°            | Helena Takalo                | non disputata          | non disputata              |
| 1978     | Lahti               | 2°            | Raisa Smetanina              | non disputata | non disputata           | 2°                | Galina Kulakova            | 2°            | Hilkka Riihivuori            | non disputata          | non disputata              |
| 1978     | Lahti               | 3°            | Hilkka Riihivuori            | non disputata | non disputata           | 3°                | Helena Takalo              | 3°            | Raisa Smetanina              | non disputata          | non disputata              |
| 1980     | Lake Placid Falun   | 1°            | Barbara Petzold              | non disputata | non disputata           | 1°                | Veronika Schmidt           | 1°            | Raisa Smetanina              | non disputata          | non disputata              |
| 1980     | Lake Placid Falun   | 2°            | Hilkka Riihivuori            | non disputata | non disputata           | 2°                | Galina Kulakova            | 2°            | Hilkka Riihivuori            | non disputata          | non disputata              |
| 1980     | Lake Placid Falun   | 3°            | Helena Takalo                | non disputata | non disputata           | 3°                | Raisa Smetanina            | 3°            | Květa Jeriová                | non disputata          | non disputata              |
| 1982     | Oslo                | 1°            | Berit Aunli                  | non disputata | non disputata           | 1°                | Raisa Smetanina            | 1°            | Berit Aunli                  | non disputata          | non disputata              |
| 1982     | Oslo                | 2°            | Hilkka Riihivuori            | non disputata | non disputata           | 2°                | Berit Aunli                | 2°            | Hilkka Riihivuori            | non disputata          | non disputata              |
| 1982     | Oslo                | 3°            | Květa Jeriová                | non disputata | non disputata           | 3°                | Hilkka Riihivuori          | 3°            | Brit Pettersen               | non disputata          | non disputata              |
| 1985     | Seefeld in Tirol    | 1°            | Anette Bøe                   | non disputata | non disputata           | 1°                | Grete Ingeborg Nykkelmo    | 1°            | Anette Bøe                   | non disputata          | non disputata              |
| 1985     | Seefeld in Tirol    | 2°            | Marja-Liisa Kirvesniemi      | non disputata | non disputata           | 2°                | Brit Pettersen             | 2°            | Marja-Liisa Kirvesniemi      | non disputata          | non disputata              |
| 1985     | Seefeld in Tirol    | 3°            | Grete Ingeborg Nykkelmo      | non disputata | non disputata           | 3°                | Anette Bøe                 | 3°            | Grete Ingeborg Nykkelmo      | non disputata          | non disputata              |
| 1987     | Oberstdorf          | 1°            | Anne Jahren                  | non disputata | non disputata           | 1°                | Marie-Helene Östlund       | 1°            | Marjo Matikainen             | non disputata          | non disputata              |
| 1987     | Oberstdorf          | 2°            | Marjo Matikainen             | non disputata | non disputata           | 2°                | Anfisa Rezcova             | 2°            | Anfisa Rezcova               | non disputata          | non disputata              |
| 1987     | Oberstdorf          | 3°            | Brit Pettersen               | non disputata | non disputata           | 3°                | Larisa Lazutina            | 3°            | Evi Kratzer                  | non disputata          | non disputata              |
| 1989     | Lahti               | 1° tc         | Marja-Liisa Kirveniemi       | 1°            | Marjo Matikainen        | 1°                | Elena Välbe                | non disputata | non disputata                | non disputata          | non disputata              |
| 1989     | Lahti               | 2° tc         | Pirkko Määttä                | 1°            | Marjo Matikainen        | 1°                | Elena Välbe                | non disputata | non disputata                | non disputata          | non disputata              |
| 1989     | Lahti               | 3° tc         | Marjo Matikainen             | 2°            | Marja-Liisa Kirvesniemi | 2°                | Larisa Lazutina            | non disputata | non disputata                | non disputata          | non disputata              |
| 1989     | Lahti               | 1° tl         | Elena Välbe                  | 2°            | Marja-Liisa Kirvesniemi | 2°                | Larisa Lazutina            | non disputata | non disputata                | non disputata          | non disputata              |
| 1989     | Lahti               | 2° tl         | Marjo Matikainen             | 3°            | Pirkko Määttä           | 3°                | Marjo Matikainen           | non disputata | non disputata                | non disputata          | non disputata              |
| 1989     | Lahti               | 3° tl         | Tamara Tichonova             | 3°            | Pirkko Määttä           | 3°                | Marjo Matikainen           | non disputata | non disputata                | non disputata          | non disputata              |
| 1991     | Val di Fiemme       | 1°            | Elena Välbe                  | 1°            | Elena Välbe             | 1°                | Ljubov' Egorova            | 1°            | Trude Dybendahl              | non disputata          | non disputata              |
| 1991     | Val di Fiemme       | 2°            | Marie-Helene Östlund         | 2°            | Trude Dybendahl         | 2°                | Elena Välbe                | 2°            | Marja-Liisa Kirvesniemi      | non disputata          | non disputata              |
| 1991     | Val di Fiemme       | 3°            | Tamara Tichonova             | 3°            | Stefania Belmondo       | 3°                | Manuela Di Centa           | 3°            | Manuela Di Centa             | non disputata          | non disputata              |
| 1993     | Falun               | non disputata | non disputata                | 1°            | Elena Välbe             | 1°                | Stefania Belmondo          | 1°            | Larisa Lazutina              | 1°                     | Stefania Belmondo          |
| 1993     | Falun               | non disputata | non disputata                | 2°            | Marja-Liisa Kirvesniemi | 2°                | Manuela Di Centa           | 2°            | Ljubov' Egorova              | 2°                     | Larisa Lazutina            |
| 1993     | Falun               | non disputata | non disputata                | 3°            | Marjut Rolig            | 3°                | Ljubov' Egorova            | 3°            | Trude Dybendahl              | 3°                     | Ljubov' Egorova            |
| 1995     | Thunder Bay         | non disputata | non disputata                | 1°            | Larisa Lazutina         | 1°                | Elena Välbe                | 1°            | Larisa Lazutina              | 1°                     | Larisa Lazutina            |
| 1995     | Thunder Bay         | non disputata | non disputata                | 2°            | Elena Välbe             | 2°                | Manuela Di Centa           | 2°            | Nina Gavryljuk               | 2°                     | Nina Gavryljuk             |
| 1995     | Thunder Bay         | non disputata | non disputata                | 3°            | Inger Helene Nybråten   | 3°                | Antonina Ordina            | 3°            | Manuela Di Centa             | 3°                     | Ol'ga Danilova             |
| 1997     | Trondheim           | non disputata | non disputata                | 1°            | Elena Välbe             | 1°                | Elena Välbe                | 1°            | Elena Välbe                  | 1°                     | Elena Välbe                |
| 1997     | Trondheim           | non disputata | non disputata                | 2°            | Stefania Belmondo       | 2°                | Stefania Belmondo          | 2°            | Stefania Belmondo            | 2°                     | Stefania Belmondo          |
| 1997     | Trondheim           | non disputata | non disputata                | 3°            | Kateřina Neumannová     | 3°                | Marit Mikkelsplass         | 3°            | Ol'ga Danilova               | 3°                     | Nina Gavryljuk             |
| 1999     | Ramsau am Dachstein | non disputata | non disputata                | 1°            | Stefania Belmondo       | 1°                | Larisa Lazutina            | 1°            | Bente Skari                  | 1°                     | Stefania Belmondo          |
| 1999     | Ramsau am Dachstein | non disputata | non disputata                | 2°            | Kristina Šmigun-Vähi    | 2°                | Ol'ga Danilova             | 2°            | Ol'ga Danilova               | 2°                     | Nina Gavryljuk             |
| 1999     | Ramsau am Dachstein | non disputata | non disputata                | 3°            | Maria Theurl            | 3°                | Kristina Šmigun-Vähi       | 3°            | Kateřina Neumannová          | 3°                     | Iryna Taranenko-Terelja    |
| 2001     | Lahti               | 1°            | Bente Skari                  | 1°            | Bente Skari             | non disputata     | non disputata              | 1°            | Pirjo Muranen                | 1°                     | Virpi Kuitunen             |
| 2001     | Lahti               | 2°            | Ol'ga Danilova               | 2°            | Ol'ga Danilova          | non disputata     | non disputata              | 2°            | Kati Venäläinen              | 2°                     | Larisa Lazutina            |
| 2001     | Lahti               | 3°            | Larisa Lazutina              | 3°            | Kaisa Varis             | non disputata     | non disputata              | 3°            | Julija Čepalova              | 3°                     | Ol'ga Danilova             |
| 2003     | Val di Fiemme       | 1°            | Bente Skari                  | 1°            | Bente Skari             | 1°                | Ol'ga Zav'jalova           | 1°            | Marit Bjørgen                | 1°                     | Kristina Šmigun-Vähi       |
| 2003     | Val di Fiemme       | 2°            | Kristina Šmigun-Vähi         | 2°            | Kristina Šmigun-Vähi    | 2°                | Elena Buruchina            | 2°            | Claudia Nystad               | 2°                     | Evi Sachenbacher-Stehle    |
| 2003     | Val di Fiemme       | 3°            | Hilde Gjermundshaug Pedersen | 3°            | Ol'ga Zav'jalova        | 3°                | Kristina Šmigun-Vähi       | 3°            | Hilde Gjermundshaug Pedersen | 3°                     | Ol'ga Zav'jalova           |
| 2005     | Oberstdorf          | 1°            | Kateřina Neumannová          | non disputata | non disputata           | 1°                | Marit Bjørgen              | 1°            | Emelie Öhrstig               | 1°                     | Julija Čepalova            |
| 2005     | Oberstdorf          | 2°            | Julija Čepalova              | non disputata | non disputata           | 2°                | Virpi Kuitunen             | 2°            | Lina Andersson               | 2°                     | Marit Bjørgen              |
| 2005     | Oberstdorf          | 3°            | Marit Bjørgen                | non disputata | non disputata           | 3°                | Natal'ja Baranova          | 3°            | Sara Renner                  | 3°                     | Kristin Størmer Steira     |
| 2007     | Sapporo             | 1°            | Kateřina Neumannová          | non disputata | non disputata           | 1°                | Virpi Kuitunen             | 1°            | Astrid Uhrenholdt Jacobsen   | 1°                     | Ol'ga Zav'jalova           |
| 2007     | Sapporo             | 2°            | Ol'ga Zav'jalova             | non disputata | non disputata           | 2°                | Kristin Størmer Steira     | 2°            | Petra Majdič                 | 2°                     | Kateřina Neumannová        |
| 2007     | Sapporo             | 3°            | Arianna Follis               | non disputata | non disputata           | 3°                | Therese Johaug             | 3°            | Virpi Kuitunen               | 3°                     | Kristin Størmer Steira     |
| 2009     | Liberec             | 1°            | Aino-Kaisa Saarinen          | non disputata | non disputata           | 1°                | Justyna Kowalczyk          | 1°            | Arianna Follis               | 1°                     | Justyna Kowalczyk          |
| 2009     | Liberec             | 2°            | Marianna Longa               | non disputata | non disputata           | 2°                | Evgenija Medvedeva         | 2°            | Kikkan Randall               | 2°                     | Kristin Størmer Steira     |
| 2009     | Liberec             | 3°            | Justyna Kowalczyk            | non disputata | non disputata           | 3°                | Valentyna Ševčenko         | 3°            | Pirjo Muranen                | 3°                     | Aino-Kaisa Saarinen        |
| 2011     | Oslo                | 1°            | Marit Bjørgen                | non disputata | non disputata           | 1°                | Therese Johaug             | 1°            | Marit Bjørgen                | 1°                     | Marit Bjørgen              |
| 2011     | Oslo                | 2°            | Justyna Kowalczyk            | non disputata | non disputata           | 2°                | Marit Bjørgen              | 2°            | Arianna Follis               | 2°                     | Justyna Kowalczyk          |
| 2011     | Oslo                | 3°            | Aino-Kaisa Saarinen          | non disputata | non disputata           | 3°                | Justyna Kowalczyk          | 3°            | Petra Majdič                 | 3°                     | Therese Johaug             |
| 2013     | Val di Fiemme       | 1°            | Therese Johaug               | non disputata | non disputata           | 1°                | Marit Bjørgen              | 1°            | Marit Bjørgen                | 1°                     | Marit Bjørgen              |
| 2013     | Val di Fiemme       | 2°            | Marit Bjørgen                | non disputata | non disputata           | 2°                | Justyna Kowalczyk          | 2°            | Ida Ingemarsdotter           | 2°                     | Therese Johaug             |
| 2013     | Val di Fiemme       | 3°            | Julija Čekalëva              | non disputata | non disputata           | 3°                | Therese Johaug             | 3°            | Maiken Caspersen Falla       | 3°                     | Heidi Weng                 |
| 2015     | Falun               | 1°            | Charlotte Kalla              | non disputata | non disputata           | 1°                | Therese Johaug             | 1°            | Marit Bjørgen                | 1°                     | Therese Johaug             |
| 2015     | Falun               | 2°            | Jessica Diggins              | non disputata | non disputata           | 2°                | Marit Bjørgen              | 2°            | Stina Nilsson                | 2°                     | Astrid Uhrenholdt Jacobsen |
| 2015     | Falun               | 3°            | Caitlin Compton              | non disputata | non disputata           | 3°                | Charlotte Kalla            | 3°            | Maiken Caspersen Falla       | 3°                     | Charlotte Kalla            |
| 2017     | Lahti               | 1°            | Marit Bjørgen                | non disputata | non disputata           | 1°                | Marit Bjørgen              | 1°            | Maiken Caspersen Falla       | 1°                     | Marit Bjørgen              |
| 2017     | Lahti               | 2°            | Charlotte Kalla              | non disputata | non disputata           | 2°                | Heidi Weng                 | 2°            | Jessica Diggins              | 2°                     | Krista Pärmäkoski          |
| 2017     | Lahti               | 3°            | Astrid Uhrenholdt Jacobsen   | non disputata | non disputata           | 3°                | Astrid Uhrenholdt Jacobsen | 3°            | Kikkan Randall               | 3°                     | Charlotte Kalla            |
| 2019     | Seefeld in Tirol    | 1°            | Therese Johaug               | non disputata | non disputata           | 1°                | Therese Johaug             | 1°            | Maiken Caspersen Falla       | 1°                     | Therese Johaug             |
| 2019     | Seefeld in Tirol    | 2°            | Frida Karlsson               | non disputata | non disputata           | 2°                | Ingvild Flugstad Østberg   | 2°            | Stina Nilsson                | 2°                     | Ingvild Flugstad Østberg   |
| 2019     | Seefeld in Tirol    | 3°            | Ingvild Flugstad Østberg     | non disputata | non disputata           | 3°                | Frida Karlsson             | 3°            | Mari Eide                    | 3°                     | Natal'ja Neprjaeva         |
| 2021     | Oberstdorf          | 1°            | Therese Johaug               | non disputata | non disputata           | 1°                | Therese Johaug             | 1°            | Jonna Sundling               | 1°                     | Therese Johaug             |
| 2021     | Oberstdorf          | 2°            | Frida Karlsson               | non disputata | non disputata           | 2°                | Heidi Weng                 | 2°            | Maiken Caspersen Falla       | 2°                     | Frida Karlsson             |
| 2021     | Oberstdorf          | 3°            | Ebba Andersson               | non disputata | non disputata           | 3°                | Frida Karlsson             | 3°            | Anamarija Lampič             | 3°                     | Ebba Andersson             |
| 2023     | Planica             | 1º            | Jessica Diggins              | non disputata | non disputata           | 1º                | Ebba Andersson             | 1º            | Jonna Sundling               | 1º                     | Ebba Andersson             |
| 2023     | Planica             | 2º            | Frida Karlsson               | non disputata | non disputata           | 2º                | Anne Kjersti Kalvå         | 2º            | Emma Ribom                   | 2º                     | Frida Karlsson             |
| 2023     | Planica             | 3º            | Ebba Andersson               | non disputata | non disputata           | 3º                | Frida Karlsson             | 3º            | Maja Dahlqvist               | 3º                     | Astrid Øyre Slind          |

### Gare a squadre
| Edizione | Località               | Staffetta maschile | Staffetta maschile        | Sprint maschile | Sprint maschile | Staffetta femminile | Staffetta femminile | Sprint femminile | Sprint femminile |
| -------- | ---------------------- | ------------------ | ------------------------- | --------------- | --------------- | ------------------- | ------------------- | ---------------- | ---------------- |
| 1933     | Innsbruck              | 1°                 | Svezia                    | non disputata   | non disputata   | non disputata       | non disputata       | non disputata    | non disputata    |
| 1933     | Innsbruck              | 2°                 | Cecoslovacchia            | non disputata   | non disputata   | non disputata       | non disputata       | non disputata    | non disputata    |
| 1933     | Innsbruck              | 3°                 | Austria                   | non disputata   | non disputata   | non disputata       | non disputata       | non disputata    | non disputata    |
| 1934     | Sollefteå              | 1°                 | Finlandia                 | non disputata   | non disputata   | non disputata       | non disputata       | non disputata    | non disputata    |
| 1934     | Sollefteå              | 2°                 | Germania                  | non disputata   | non disputata   | non disputata       | non disputata       | non disputata    | non disputata    |
| 1934     | Sollefteå              | 3°                 | Svezia                    | non disputata   | non disputata   | non disputata       | non disputata       | non disputata    | non disputata    |
| 1935     | Vysoké Tatry           | 1°                 | Finlandia                 | non disputata   | non disputata   | non disputata       | non disputata       | non disputata    | non disputata    |
| 1935     | Vysoké Tatry           | 2°                 | Norvegia                  | non disputata   | non disputata   | non disputata       | non disputata       | non disputata    | non disputata    |
| 1935     | Vysoké Tatry           | 3°                 | Svezia                    | non disputata   | non disputata   | non disputata       | non disputata       | non disputata    | non disputata    |
| 1936     | Garmisch-Partenkirchen | 1°                 | Finlandia                 | non disputata   | non disputata   | non disputata       | non disputata       | non disputata    | non disputata    |
| 1936     | Garmisch-Partenkirchen | 2°                 | Norvegia                  | non disputata   | non disputata   | non disputata       | non disputata       | non disputata    | non disputata    |
| 1936     | Garmisch-Partenkirchen | 3°                 | Svezia                    | non disputata   | non disputata   | non disputata       | non disputata       | non disputata    | non disputata    |
| 1937     | Chamonix               | 1°                 | Norvegia                  | non disputata   | non disputata   | non disputata       | non disputata       | non disputata    | non disputata    |
| 1937     | Chamonix               | 2°                 | Finlandia                 | non disputata   | non disputata   | non disputata       | non disputata       | non disputata    | non disputata    |
| 1937     | Chamonix               | 3°                 | Italia                    | non disputata   | non disputata   | non disputata       | non disputata       | non disputata    | non disputata    |
| 1938     | Lahti                  | 1°                 | Finlandia                 | non disputata   | non disputata   | non disputata       | non disputata       | non disputata    | non disputata    |
| 1938     | Lahti                  | 2°                 | Norvegia                  | non disputata   | non disputata   | non disputata       | non disputata       | non disputata    | non disputata    |
| 1938     | Lahti                  | 3°                 | Svezia                    | non disputata   | non disputata   | non disputata       | non disputata       | non disputata    | non disputata    |
| 1939     | Zakopane               | 1°                 | Finlandia                 | non disputata   | non disputata   | non disputata       | non disputata       | non disputata    | non disputata    |
| 1939     | Zakopane               | 2°                 | Svezia                    | non disputata   | non disputata   | non disputata       | non disputata       | non disputata    | non disputata    |
| 1939     | Zakopane               | 3°                 | Italia                    | non disputata   | non disputata   | non disputata       | non disputata       | non disputata    | non disputata    |
| 1948     | Sankt Moritz           | 1°                 | Svezia                    | non disputata   | non disputata   | non disputata       | non disputata       | non disputata    | non disputata    |
| 1948     | Sankt Moritz           | 2°                 | Finlandia                 | non disputata   | non disputata   | non disputata       | non disputata       | non disputata    | non disputata    |
| 1948     | Sankt Moritz           | 3°                 | Norvegia                  | non disputata   | non disputata   | non disputata       | non disputata       | non disputata    | non disputata    |
| 1950     | Lake Placid            | 1°                 | Svezia                    | non disputata   | non disputata   | non disputata       | non disputata       | non disputata    | non disputata    |
| 1950     | Lake Placid            | 2°                 | Finlandia                 | non disputata   | non disputata   | non disputata       | non disputata       | non disputata    | non disputata    |
| 1950     | Lake Placid            | 3°                 | Norvegia                  | non disputata   | non disputata   | non disputata       | non disputata       | non disputata    | non disputata    |
| 1952     | Oslo                   | 1°                 | Finlandia                 | non disputata   | non disputata   | non disputata       | non disputata       | non disputata    | non disputata    |
| 1952     | Oslo                   | 2°                 | Norvegia                  | non disputata   | non disputata   | non disputata       | non disputata       | non disputata    | non disputata    |
| 1952     | Oslo                   | 3°                 | Svezia                    | non disputata   | non disputata   | non disputata       | non disputata       | non disputata    | non disputata    |
| 1954     | Falun                  | 1°                 | Finlandia                 | non disputata   | non disputata   | 1°                  | Unione Sovietica    | non disputata    | non disputata    |
| 1954     | Falun                  | 2°                 | Unione Sovietica          | non disputata   | non disputata   | 2°                  | Finlandia           | non disputata    | non disputata    |
| 1954     | Falun                  | 3°                 | Svezia                    | non disputata   | non disputata   | 3°                  | Svezia              | non disputata    | non disputata    |
| 1956     | Cortina d'Ampezzo      | 1°                 | Unione Sovietica          | non disputata   | non disputata   | 1°                  | Finlandia           | non disputata    | non disputata    |
| 1956     | Cortina d'Ampezzo      | 2°                 | Finlandia                 | non disputata   | non disputata   | 2°                  | Unione Sovietica    | non disputata    | non disputata    |
| 1956     | Cortina d'Ampezzo      | 3°                 | Svezia                    | non disputata   | non disputata   | 3°                  | Svezia              | non disputata    | non disputata    |
| 1958     | Lahti                  | 1°                 | Svezia                    | non disputata   | non disputata   | 1°                  | Unione Sovietica    | non disputata    | non disputata    |
| 1958     | Lahti                  | 2°                 | Unione Sovietica          | non disputata   | non disputata   | 2°                  | Finlandia           | non disputata    | non disputata    |
| 1958     | Lahti                  | 3°                 | Finlandia                 | non disputata   | non disputata   | 3°                  | Svezia              | non disputata    | non disputata    |
| 1960     | Squaw Valley           | 1°                 | Finlandia                 | non disputata   | non disputata   | 1°                  | Svezia              | non disputata    | non disputata    |
| 1960     | Squaw Valley           | 2°                 | Norvegia                  | non disputata   | non disputata   | 2°                  | Unione Sovietica    | non disputata    | non disputata    |
| 1960     | Squaw Valley           | 3°                 | Unione Sovietica          | non disputata   | non disputata   | 3°                  | Finlandia           | non disputata    | non disputata    |
| 1962     | Zakopane               | 1°                 | Svezia                    | non disputata   | non disputata   | 1°                  | Unione Sovietica    | non disputata    | non disputata    |
| 1962     | Zakopane               | 2°                 | Finlandia                 | non disputata   | non disputata   | 2°                  | Svezia              | non disputata    | non disputata    |
| 1962     | Zakopane               | 3°                 | Unione Sovietica          | non disputata   | non disputata   | 3°                  | Finlandia           | non disputata    | non disputata    |
| 1964     | Innsbruck              | 1°                 | Svezia                    | non disputata   | non disputata   | 1°                  | Unione Sovietica    | non disputata    | non disputata    |
| 1964     | Innsbruck              | 2°                 | Finlandia                 | non disputata   | non disputata   | 2°                  | Svezia              | non disputata    | non disputata    |
| 1964     | Innsbruck              | 3°                 | Unione Sovietica          | non disputata   | non disputata   | 3°                  | Finlandia           | non disputata    | non disputata    |
| 1966     | Oslo                   | 1°                 | Norvegia                  | non disputata   | non disputata   | 1°                  | Unione Sovietica    | non disputata    | non disputata    |
| 1966     | Oslo                   | 2°                 | Finlandia                 | non disputata   | non disputata   | 2°                  | Norvegia            | non disputata    | non disputata    |
| 1966     | Oslo                   | 3°                 | Italia                    | non disputata   | non disputata   | 3°                  | Svezia              | non disputata    | non disputata    |
| 1968     | Grenoble               | 1°                 | Norvegia                  | non disputata   | non disputata   | 1°                  | Norvegia            | non disputata    | non disputata    |
| 1968     | Grenoble               | 2°                 | Svezia                    | non disputata   | non disputata   | 2°                  | Svezia              | non disputata    | non disputata    |
| 1968     | Grenoble               | 3°                 | Finlandia                 | non disputata   | non disputata   | 3°                  | Unione Sovietica    | non disputata    | non disputata    |
| 1970     | Vysoké Tatry           | 1°                 | Unione Sovietica          | non disputata   | non disputata   | 1°                  | Unione Sovietica    | non disputata    | non disputata    |
| 1970     | Vysoké Tatry           | 2°                 | Germania Est              | non disputata   | non disputata   | 2°                  | Germania Est        | non disputata    | non disputata    |
| 1970     | Vysoké Tatry           | 3°                 | Svezia                    | non disputata   | non disputata   | 3°                  | Finlandia           | non disputata    | non disputata    |
| 1972     | Sapporo                | 1°                 | Unione Sovietica          | non disputata   | non disputata   | 1°                  | Unione Sovietica    | non disputata    | non disputata    |
| 1972     | Sapporo                | 2°                 | Norvegia                  | non disputata   | non disputata   | 2°                  | Finlandia           | non disputata    | non disputata    |
| 1972     | Sapporo                | 3°                 | Svizzera                  | non disputata   | non disputata   | 3°                  | Norvegia            | non disputata    | non disputata    |
| 1974     | Falun                  | 1°                 | Germania Est              | non disputata   | non disputata   | 1°                  | Unione Sovietica    | non disputata    | non disputata    |
| 1974     | Falun                  | 2°                 | Unione Sovietica          | non disputata   | non disputata   | 2°                  | Germania Est        | non disputata    | non disputata    |
| 1974     | Falun                  | 3°                 | Norvegia                  | non disputata   | non disputata   | 3°                  | Cecoslovacchia      | non disputata    | non disputata    |
| 1976     | Innsbruck              | 1°                 | Finlandia                 | non disputata   | non disputata   | 1°                  | Unione Sovietica    | non disputata    | non disputata    |
| 1976     | Innsbruck              | 2°                 | Norvegia                  | non disputata   | non disputata   | 2°                  | Finlandia           | non disputata    | non disputata    |
| 1976     | Innsbruck              | 3°                 | Unione Sovietica          | non disputata   | non disputata   | 3°                  | Germania Est        | non disputata    | non disputata    |
| 1978     | Lahti                  | 1°                 | Svezia                    | non disputata   | non disputata   | 1°                  | Finlandia           | non disputata    | non disputata    |
| 1978     | Lahti                  | 2°                 | Finlandia                 | non disputata   | non disputata   | 2°                  | Germania Est        | non disputata    | non disputata    |
| 1978     | Lahti                  | 3°                 | Norvegia                  | non disputata   | non disputata   | 3°                  | Unione Sovietica    | non disputata    | non disputata    |
| 1980     | Lake Placid Falun      | 1°                 | Unione Sovietica          | non disputata   | non disputata   | 1°                  | Germania Est        | non disputata    | non disputata    |
| 1980     | Lake Placid Falun      | 2°                 | Norvegia                  | non disputata   | non disputata   | 2°                  | Unione Sovietica    | non disputata    | non disputata    |
| 1980     | Lake Placid Falun      | 3°                 | Finlandia                 | non disputata   | non disputata   | 3°                  | Norvegia            | non disputata    | non disputata    |
| 1982     | Oslo                   | 1°                 | Norvegia Unione Sovietica | non disputata   | non disputata   | 1°                  | Norvegia            | non disputata    | non disputata    |
| 1982     | Oslo                   |                    |                           | non disputata   | non disputata   | 2°                  | Unione Sovietica    | non disputata    | non disputata    |
| 1982     | Oslo                   | 3°                 | Finlandia Germania Est    | non disputata   | non disputata   | 3°                  | Germania Est        | non disputata    | non disputata    |
| 1985     | Seefeld in Tirol       | 1°                 | Norvegia                  | non disputata   | non disputata   | 1°                  | Unione Sovietica    | non disputata    | non disputata    |
| 1985     | Seefeld in Tirol       | 2°                 | Italia                    | non disputata   | non disputata   | 2°                  | Norvegia            | non disputata    | non disputata    |
| 1985     | Seefeld in Tirol       | 3°                 | Svezia                    | non disputata   | non disputata   | 3°                  | Germania Est        | non disputata    | non disputata    |
| 1987     | Oberstdorf             | 1°                 | Svezia                    | non disputata   | non disputata   | 1°                  | Unione Sovietica    | non disputata    | non disputata    |
| 1987     | Oberstdorf             | 2°                 | Unione Sovietica          | non disputata   | non disputata   | 2°                  | Norvegia            | non disputata    | non disputata    |
| 1987     | Oberstdorf             | 3°                 | Norvegia                  | non disputata   | non disputata   | 3°                  | Svezia              | non disputata    | non disputata    |
| 1989     | Lahti                  | 1°                 | Svezia                    | non disputata   | non disputata   | 1°                  | Finlandia           | non disputata    | non disputata    |
| 1989     | Lahti                  | 2°                 | Finlandia                 | non disputata   | non disputata   | 2°                  | Unione Sovietica    | non disputata    | non disputata    |
| 1989     | Lahti                  | 3°                 | Cecoslovacchia            | non disputata   | non disputata   | 3°                  | Norvegia            | non disputata    | non disputata    |
| 1991     | Val di Fiemme          | 1°                 | Norvegia                  | non disputata   | non disputata   | 1°                  | Unione Sovietica    | non disputata    | non disputata    |
| 1991     | Val di Fiemme          | 2°                 | Svezia                    | non disputata   | non disputata   | 2°                  | Italia              | non disputata    | non disputata    |
| 1991     | Val di Fiemme          | 3°                 | Finlandia                 | non disputata   | non disputata   | 3°                  | Norvegia            | non disputata    | non disputata    |
| 1993     | Falun                  | 1°                 | Norvegia                  | non disputata   | non disputata   | 1°                  | Russia              | non disputata    | non disputata    |
| 1993     | Falun                  | 2°                 | Italia                    | non disputata   | non disputata   | 2°                  | Italia              | non disputata    | non disputata    |
| 1993     | Falun                  | 3°                 | Russia                    | non disputata   | non disputata   | 3°                  | Norvegia            | non disputata    | non disputata    |
| 1995     | Thunder Bay            | 1°                 | Norvegia                  | non disputata   | non disputata   | 1°                  | Russia              | non disputata    | non disputata    |
| 1995     | Thunder Bay            | 2°                 | Finlandia                 | non disputata   | non disputata   | 2°                  | Norvegia            | non disputata    | non disputata    |
| 1995     | Thunder Bay            | 3°                 | Italia                    | non disputata   | non disputata   | 3°                  | Svezia              | non disputata    | non disputata    |
| 1997     | Trondheim              | 1°                 | Norvegia                  | non disputata   | non disputata   | 1°                  | Russia              | non disputata    | non disputata    |
| 1997     | Trondheim              | 2°                 | Finlandia                 | non disputata   | non disputata   | 2°                  | Norvegia            | non disputata    | non disputata    |
| 1997     | Trondheim              | 3°                 | Italia                    | non disputata   | non disputata   | 3°                  | Finlandia           | non disputata    | non disputata    |
| 1999     | Ramsau am Dachstein    | 1°                 | Austria                   | non disputata   | non disputata   | 1°                  | Russia              | non disputata    | non disputata    |
| 1999     | Ramsau am Dachstein    | 2°                 | Norvegia                  | non disputata   | non disputata   | 2°                  | Italia              | non disputata    | non disputata    |
| 1999     | Ramsau am Dachstein    | 3°                 | Italia                    | non disputata   | non disputata   | 3°                  | Germania            | non disputata    | non disputata    |
| 2001     | Lahti                  | 1°                 | Norvegia                  | non disputata   | non disputata   | 1°                  | Russia              | non disputata    | non disputata    |
| 2001     | Lahti                  | 2°                 | Svezia                    | non disputata   | non disputata   | 2°                  | Norvegia            | non disputata    | non disputata    |
| 2001     | Lahti                  | 3°                 | Germania                  | non disputata   | non disputata   | 3°                  | Italia              | non disputata    | non disputata    |
| 2003     | Val di Fiemme          | 1°                 | Norvegia                  | non disputata   | non disputata   | 1°                  | Germania            | non disputata    | non disputata    |
| 2003     | Val di Fiemme          | 2°                 | Germania                  | non disputata   | non disputata   | 2°                  | Norvegia            | non disputata    | non disputata    |
| 2003     | Val di Fiemme          | 3°                 | Svezia                    | non disputata   | non disputata   | 3°                  | Russia              | non disputata    | non disputata    |
| 2005     | Oberstdorf             | 1°                 | Norvegia                  | 1°              | Norvegia        | 1°                  | Norvegia            | 1°               | Norvegia         |
| 2005     | Oberstdorf             | 2°                 | Germania                  | 2°              | Germania        | 2°                  | Russia              | 2°               | Finlandia        |
| 2005     | Oberstdorf             | 3°                 | Russia                    | 3°              | Rep. Ceca       | 3°                  | Italia              | 3°               | Russia           |
| 2007     | Sapporo                | 1°                 | Norvegia                  | 1°              | Italia          | 1°                  | Finlandia           | 1°               | Finlandia        |
| 2007     | Sapporo                | 2°                 | Russia                    | 2°              | Russia          | 2°                  | Germania            | 2°               | Germania         |
| 2007     | Sapporo                | 3°                 | Svezia                    | 3°              | Rep. Ceca       | 3°                  | Norvegia            | 3°               | Norvegia         |
| 2009     | Liberec                | 1°                 | Norvegia                  | 1°              | Norvegia        | 1°                  | Finlandia           | 1°               | Finlandia        |
| 2009     | Liberec                | 2°                 | Germania                  | 2°              | Germania        | 2°                  | Germania            | 2°               | Svezia           |
| 2009     | Liberec                | 3°                 | Finlandia                 | 3°              | Finlandia       | 3°                  | Svezia              | 3°               | Italia           |
| 2011     | Oslo                   | 1°                 | Norvegia                  | 1°              | Canada          | 1°                  | Norvegia            | 1°               | Svezia           |
| 2011     | Oslo                   | 2°                 | Svezia                    | 2°              | Norvegia        | 2°                  | Svezia              | 2°               | Finlandia        |
| 2011     | Oslo                   | 3°                 | Germania                  | 3°              | Russia          | 3°                  | Finlandia           | 3°               | Norvegia         |
| 2013     | Val di Fiemme          | 1°                 | Norvegia                  | 1°              | Russia          | 1°                  | Norvegia            | 1°               | Stati Uniti      |
| 2013     | Val di Fiemme          | 2°                 | Svezia                    | 2°              | Svezia          | 2°                  | Svezia              | 2°               | Svezia           |
| 2013     | Val di Fiemme          | 3°                 | Russia                    | 3°              | Kazakistan      | 3°                  | Russia              | 3°               | Finlandia        |
| 2015     | Falun                  | 1°                 | Norvegia                  | 1°              | Norvegia        | 1°                  | Norvegia            | 1°               | Norvegia         |
| 2015     | Falun                  | 2°                 | Svezia                    | 2°              | Russia          | 2°                  | Svezia              | 2°               | Svezia           |
| 2015     | Falun                  | 3°                 | Francia                   | 3°              | Italia          | 3°                  | Finlandia           | 3°               | Polonia          |
| 2017     | Lahti                  | 1°                 | Norvegia                  | 1°              | Russia          | 1°                  | Norvegia            | 1°               | Norvegia         |
| 2017     | Lahti                  | 2°                 | Russia                    | 2°              | Italia          | 2°                  | Svezia              | 2°               | Russia           |
| 2017     | Lahti                  | 3°                 | Svezia                    | 3°              | Finlandia       | 3°                  | Finlandia           | 3°               | Stati Uniti      |
| 2019     | Seefeld in Tirol       | 1°                 | Norvegia                  | 1°              | Norvegia        | 1°                  | Svezia              | 1°               | Svezia           |
| 2019     | Seefeld in Tirol       | 2°                 | Russia                    | 2°              | Russia          | 2°                  | Norvegia            | 2°               | Russia           |
| 2019     | Seefeld in Tirol       | 3°                 | Francia                   | 3°              | Italia          | 3°                  | Slovenia            | 3°               | Norvegia         |
| 2021     | Oberstdorf             | 1°                 | Norvegia                  | 1°              | Norvegia        | 1°                  | Norvegia            | 1°               | Svezia           |
| 2021     | Oberstdorf             | 2°                 | RSF                       | 2°              | Finlandia       | 2°                  | RSF                 | 2°               | Svizzera         |
| 2021     | Oberstdorf             | 3°                 | Francia                   | 3°              | RSF             | 3°                  | Finlandia           | 3°               | Slovenia         |
| 2023     | Planica                | 1º                 | Norvegia                  | 1º              | Norvegia        | 1º                  | Norvegia            | 1º               | Svezia           |
| 2023     | Planica                | 2º                 | Finlandia                 | 2º              | Italia          | 2º                  | Germania            | 2º               | Norvegia         |
| 2023     | Planica                | 3º                 | Germania                  | 3º              | Francia         | 3º                  | Svezia              | 3º               | Stati Uniti      |

## Medagliere per nazioni

### Generale
| Pos. | Nazione          | Oro | Argento | Bronzo | Totale |
| ---- | ---------------- | --- | ------- | ------ | ------ |
| 1    | Norvegia         | 119 | 81      | 87     | 287    |
| 2    | Svezia           | 63  | 64      | 57     | 184    |
| 3    | Finlandia        | 55  | 68      | 66     | 189    |
| 4    | Unione Sovietica | 53  | 41      | 37     | 131    |
| 5    | Russia           | 26  | 32      | 29     | 87     |
| 6    | Italia           | 12  | 21      | 24     | 57     |
| 7    | Germania Est     | 5   | 8       | 5      | 18     |
| 8    | Kazakistan       | 4   | 1       | 4      | 9      |
| 9    | Germania         | 3   | 14      | 8      | 25     |
| 10   | Estonia          | 3   | 5       | 2      | 10     |
| 11   | Polonia          | 3   | 3       | 5      | 11     |
| 12   | Rep. Ceca        | 3   | 3       | 4      | 10     |
| 13   | Cecoslovacchia   | 2   | 6       | 8      | 16     |
| 14   | Stati Uniti      | 2   | 4       | 5      | 11     |
| 15   | Canada           | 2   | 1       | 3      | 6      |
| 16   | Francia          | 1   | 2       | 5      | 8      |
| 17   | Svizzera         | 1   | 2       | 3      | 6      |
| 18   | Austria          | 1   | 1       | 3      | 5      |
| 19   | Spagna           | 1   | 1       | 0      | 2      |
| 20   | Slovenia         | 0   | 2       | 1      | 3      |
| 21   | Bielorussia      | 0   | 1       | 0      | 1      |
| 22   | Ucraina          | 0   | 0       | 2      | 2      |
| 23   | Bulgaria         | 0   | 0       | 1      | 1      |
| 23   | Germania Ovest   | 0   | 0       | 1      | 1      |

### Uomini
| Pos. | Nazione          | Oro | Argento | Bronzo | Totale |
| ---- | ---------------- | --- | ------- | ------ | ------ |
| 1    | Norvegia         | 74  | 56      | 53     | 183    |
| 2    | Svezia           | 50  | 44      | 39     | 133    |
| 3    | Finlandia        | 38  | 40      | 39     | 117    |
| 4    | Unione Sovietica | 15  | 17      | 18     | 50     |
| 5    | Russia           | 7   | 15      | 12     | 34     |
| 6    | Italia           | 7   | 10      | 16     | 33     |
| 7    | Kazakistan       | 4   | 1       | 4      | 9      |
| 8    | Germania         | 2   | 8       | 7      | 17     |
| 9    | Cecoslovacchia   | 2   | 5       | 4      | 11     |
| 10   | Germania Est     | 2   | 4       | 2      | 8      |
| 11   | Estonia          | 2   | 2       | 0      | 4      |
| 12   | Canada           | 2   | 1       | 2      | 5      |
| 13   | Francia          | 1   | 2       | 5      | 8      |
| 14   | Rep. Ceca        | 1   | 2       | 2      | 5      |
| 14   | Svizzera         | 1   | 2       | 2      | 5      |
| 16   | Austria          | 1   | 1       | 2      | 4      |
| 17   | Spagna           | 1   | 1       | 0      | 2      |
| 18   | Polonia          | 1   | 0       | 2      | 3      |
| 19   | Stati Uniti      | 0   | 1       | 1      | 2      |
| 20   | Bielorussia      | 0   | 1       | 0      | 1      |
| 21   | Bulgaria         | 0   | 0       | 1      | 1      |
| 21   | Germania Ovest   | 0   | 0       | 1      | 1      |

### Donne
| Pos. | Nazione          | Oro | Argento | Bronzo | Totale |
| ---- | ---------------- | --- | ------- | ------ | ------ |
| 1    | Norvegia         | 45  | 25      | 34     | 104    |
| 2    | Unione Sovietica | 38  | 24      | 19     | 81     |
| 3    | Russia           | 19  | 17      | 17     | 53     |
| 4    | Finlandia        | 17  | 28      | 27     | 72     |
| 5    | Svezia           | 13  | 20      | 18     | 51     |
| 6    | Italia           | 5   | 11      | 8      | 24     |
| 7    | Germania Est     | 3   | 4       | 3      | 10     |
| 8    | Stati Uniti      | 2   | 3       | 4      | 9      |
| 9    | Polonia          | 2   | 3       | 3      | 8      |
| 10   | Rep. Ceca        | 2   | 1       | 2      | 5      |
| 11   | Germania         | 1   | 6       | 1      | 8      |
| 12   | Estonia          | 1   | 3       | 2      | 6      |
| 13   | Slovenia         | 0   | 2       | 1      | 3      |
| 14   | Cecoslovacchia   | 0   | 1       | 4      | 5      |
| 15   | Ucraina          | 0   | 0       | 2      | 2      |
| 16   | Austria          | 0   | 0       | 1      | 1      |
| 16   | Canada           | 0   | 0       | 1      | 1      |
| 16   | Svizzera         | 0   | 0       | 1      | 1      |